# اتفاقية الأمان النووي
اتفاقية الأمان النووي هي معاهدة تابعة لوكالة الدولية للطاقة الذرية لعام 1994 والتي تحكم قواعد الأمان في محطات الطاقة النووية في الدول الأطراف في الاتفاقية.
تخلق الاتفاقية التزامات على الدول الأطراف لتنفيذ قواعد ومعايير أمان معينة في جميع المرافق المدنية المتعلقة بالطاقة النووية. تشمل هذه القضايا اختيار الموقع والتصميم والبناء والتشغيل والسلامة والاستعداد للطوارئ.
اعتمدت الاتفاقية في فيينا بالنمسا في مؤتمر دبلوماسي للوكالة في 17 يونيو 1994. افتتح باب التوقيع عليها في 20 سبتمبر 1994 ووقعت في نهاية المطاف من قبل 55 دولة. دخلت حيز التنفيذ في 24 أكتوبر 1996 بعد ان تم التصديق عليها من قبل 22 دولة. اعتبارا من فبراير 2014 فإن هناك 77 دولة عضو في الاتفاقية بالإضافة إلى الجماعة الأوروبية للطاقة الذرية. الدول التي وقعت على المعاهدة ولكن لم تدخل المعاهدة حيز التنفيذ تشمل الجزائر وكوبا ومصر وغانا وأيسلندا وإسرائيل والأردن وكازاخستان وموناكو والمغرب ونيكاراغوا ونيجيريا والفلبين والسودان وسوريا وتونس وأوروغواي.